# 宮村菜菜子
宮村菜菜子（日语：宮村ななこ，1998年1月10日—），日本AV女優、YouTuber。所屬事務所ARROWS

## 簡歷
2017年5月從AV界出道。同年6月29日成為惠比壽麝香葡萄1.5（現 惠比壽麝香葡萄）的新研究生，8月23日成為新成員。
2020年12月在麝香葡萄的對決企劃中加入吉澤友貴率領的「紅蠍」。

## 人物
是一位雙性戀者。
高中時屬於排球社。

## 外部連結
- 宮村菜菜子的X（前Twitter）（2017年10月3日 ‐ ）
- 宮村ななこ（宮村菜菜子）的Instagram帳戶
- YouTube上的ななちゃんの保健室頻道